# Morone mississippiensis
Morone mississippiensis és una espècie de peix pertanyent a la família dels morònids.

## Descripció
- Pot arribar a fer 46 cm de llargària màxima[2] (normalment, en fa 23,9)[3] i 11 kg de pes.[4][5]

## Alimentació
Els joves mengen larves de mosquit i microcrustacis, mentre que els adults mengen peixos.

## Hàbitat
És un peix d'aigua dolça, demersal i de clima subtropical (45°N-27°N), el qual viu als gorgs i aigües estancades dels rius, estanys i llacs.

## Distribució geogràfica
Es troba a Nord-amèrica: conques del riu Mississipi i del llac Michigan des de Wisconsin i Minnesota fins al golf de Mèxic al sud, fins a Indiana i Tennessee a l'est i fins a Iowa i Oklahoma a l'oest. També és present des de la conca del riu Pearl (Louisiana) fins a la conca de la badia de Galveston (Texas).

## Observacions
És inofensiu per als humans i la seua esperança de vida és de 7 anys.